# Coccomyces hypodermatis
Coccomyces hypodermatis är en svampart som beskrevs av C.L. Hou & M. Piepenbr. 2009. Coccomyces hypodermatis ingår i släktet Coccomyces och familjen Rhytismataceae.   Inga underarter finns listade i Catalogue of Life.